# Импорт

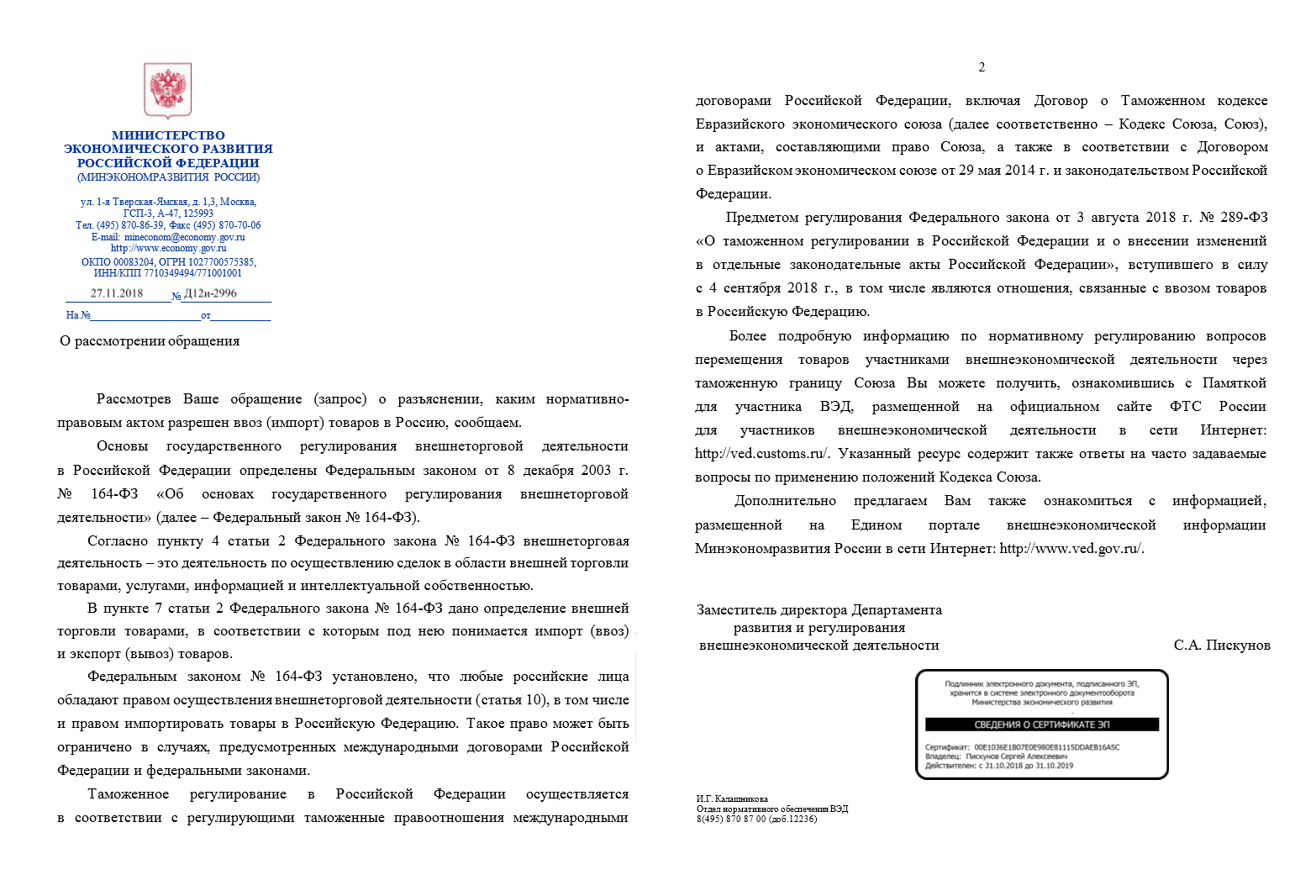
Ответ Минэкономразвития России на вопрос о том, каким правовым актом разрешен ввоз (импорт) товаров в Россию.

Импорт (от лат. importare — ввозить, привозить, вводить) — ввоз товаров, работ, услуг, результатов интеллектуальной деятельности и тому подобное на таможенную территорию государства или страны из-за границы без обязательств на обратный вывоз.
Реимпорт — ввоз товаров, ранее вывезенных, но не переработанных. Страна импорта — страна назначения товара; страна экспорта — страна происхождения товара.
Многие импортные товары оптимизированы для продажи на внутреннем рынке страны производителя либо для нескольких экспортных стран сразу: языки этикетки и инструкции, стереотипы образов и рекламных слоганов, единицы измерения и размеры, конструктивные особенности (например, расположение руля автомашины).

## Основные сведения
Разница стоимостных объёмов экспорта и импорта формирует торговое сальдо. Сумма экспорта и импорта — торговый оборот.
Импорт рассчитывается на базе цен CIF (CIF — cost, insurance, freight), то есть включает стоимость, страхование, фрахт, в связи с чем стоимость мирового экспорта будет всегда меньше стоимости импорта на сумму страховой премии, фрахта судна для перевозки, других портовых сборов.
Обычно импорт — важный объект регулирования со стороны государства. Такое регулирование может осуществляться посредством следующих инструментов торговой политики: специфических и адвалорных пошлин, квот, «добровольных» ограничений экспорта, установления минимальных импортных цен, технические барьеры и т. п. Ограничения импорта обычно вводятся в протекционистских целях (для защиты национальных производителей от конкуренции). Налоги на импорт также могут устанавливаться в фискальных целях (пополнение казны).
Степень регулирования импорта зависит от избранного типа торговой политики государства (Либеральная политика — Протекционизм).

## Виды импорта
Существует два основных вида импорта: импорт промышленных и потребительских товаров, и импорт промежуточной продукции (сырья) и услуг.
Иностранные компании, импортирующие товары и услуги на внутренний рынок страны, стремятся к тому, чтобы их качество было как можно более высоким, тогда как цена — более низкой, нежели у продукции отечественных компаний. При этом иностранные производители стремятся ввозить в страну те виды продукции, которые по каким-либо причинам недоступны на местном рынке.
В настоящее время выделяются три основных типа импортёров: 1) осуществляющие поиск продукции по всему миру в целях её ввоза и продажи на внутреннем рынке; 2) занятые поиском внешних поставщиков в целях получения продукции по наиболее низкой цене; 3) использующие иностранных поставщиков как одно из звеньев в своей товарной цепочке поставок.
Прямой импорт относится к типу торгового импортирования при участии ответственного распространителя и иностранного производителя. Происходит это, как правило, следующим образом: дистрибьютор (компания по розничной торговле) закупает продукцию, спроектированную местными компаниями, которая может быть изготовлена за границей. В соответствии с программой прямого импорта, распространитель в обход местного поставщика (именуемого в разговорной речи посредником) приобретает конечный продукт непосредственно от изготовителя, по возможности экономя на дополнительных расходах. Данный тип коммерческой деятельности появился сравнительно недавно и следует за сложившимися тенденциями глобальной экономики.

## А-конто
А-конто (итал. a conto — в счёт платежа) — экономический термин, обозначающий способ расчёта между импортёром и экспортёром. Предварительный расчёт импортёра с экспортёром за проданные товары в виде оплаты импортёром счетов экспортёра.